# قشلاق سرخه
قشلاق سرخه، روستایی از توابع بخش مرکزی شهرستان دیواندره در استان کردستان ایران است.
قشلاق سرخه دهی از بخش مرکزی شهرستان دیواندره است که در 20 کیلومتری این شهر واقع شده 
```
از جنوب غرب با گلقباغ از شمال شرق با درویش خاکی از شمال با باغچله از شمال غرب با نساره سفلی همسایه است.
```

```
موقعیت جغرافیایی آن تپه ماهور و هوای آن سردسیری
آب آن از چشمه تامین میشود  
```

بیش از 85٪ زمین های این روستا حاصلخیز و قابل کشت است.
محصولات روستا غلات و لبنیات است
```
شغل اهالی زراعت و گله داری است
صنایع دستی از قبیل : قالیچه، گلیم و جاجیم بافی دارد
```

زبان مردم قشالق سرخه کُردی سورانی لهجه دیواندره ای ، دین اسالم ، مذهب تسنن شافعی
پوشش مردان این روستا لباس کُردی سورانی همراه با دستار در سر و شال در کمر 
لباس زنان با رعایت اصل تنوع در  رنگ کُردی سورانی در میان نسل قدیم و کردی سنندجی در میان نسل جدید است .
محیط جغرافیایی این روستا نشان می دهد که از پیشینه تاریخی قابل توجهی برخوردار است، از جمله: 
1-وجود آثار سفال های شکسته و پراکنده در جنوب شرقی روستا نوع خاک بسیار مرغوب و مستعد برای کشاورزی بخصوص محصول گندم.
2-وجود چندین آسیاب آبی در چند نقطه مختلف روستا 
3- قرار گرفتن قبرستان معروف ( یه که قه ور ) در مجاورت محوطه سفال گری ( شهر ویران شده  
خاوران )
4- وجود حمام قدیمی گچ کاری شده واقع در محوطه فعلی روستا
5-آثار خرابه های به جا مانده قلعه های خان لَرخان با چهار برج
6- وجودآثار به جا مانده از لوله کشی گِلی در پایین روستا.
7-وجود سنگ قبرهای بزرگ تراشیده شده حکایت از صنعتی بودن این پیشه در شهر معروف 
کاشی (خاوران) دارد.
تخریب چندین باره روستا از جمله بر اثر حمله بیرونی (نظریه تایید نشده) حکایت از آن دارد که قشالق سرخه طی 200 سال گذشته سه بار تخلیه و نابود شده است.
سپاس از جناب آقای نظام مرادی از اهالی روستا
MARDINVX

## جمعیت
این روستا در دهستان حومه قرار دارد و براساس سرشماری مرکز آمار ایران در سال ۱۳۸۵، جمعیت آن ۱۲۶ نفر (۲۶خانوار) بوده‌است.